# Contea di Union (Oregon)
La contea di Union (in inglese Union County) è una contea dello Stato dell'Oregon, negli Stati Uniti. La popolazione al censimento del 2000 era di 24 530 abitanti. Il capoluogo di contea è La Grande.

## Geografia
La contea si trova nel nord-est dello Stato, tra i monti Wallowa e le Blue Mountains. Il territorio ospita la foresta nazionale di Umatilla.

### Contee confinanti
- Contea di Wallowa - nord/est
- Contea di Baker - sud-est
- Contea di Grant - sud-ovest
- Contea di Umatilla - ovest

## Storia
La contea fu creata nel 1864 e il nome riflette il supporto della popolazione nell'area per il mantenimento degli Stati Uniti durante la guerra civile.

## Cities
- Cove
- Elgin
- Imbler
- Island City
- La Grande (capoluogo)
- North Powder
- Summerville
- Union